# Куляї
45°43′ пн. ш. 15°18′ сх. д. / 45.71° пн. ш. 15.30° сх. д.
Куляї (хорв. Kuljaji) — населений пункт у Хорватії, у Карловацькій жупанії у складі міста Озаль.

## Населення
Населення за даними перепису 2011 року становило 11 осіб.
Динаміка чисельності населення поселення: